# Lawless Lawyer
Lawless Lawyer (hangul: 무법 변호사; rr: Mubeop Byeonhosa) é uma telenovela sul-coreana exibida pela emissora tvN de 12 de maio a 1 de julho de 2018, com um total de 16 episódios. Escrita por Yoon Hyun-ho e dirigida por Kim Jin-min, é estrelada por Lee Joon-gi, Seo Ye-ji, Lee Hye-young e Choi Min-soo. Seu enredo se passa na cidade fictícia de Kisung, descrita como sem lei e corrupta e segue um ex-gângster que se tornou advogado e uma advogada íntegra que acaba suspensa por agressão. Juntos, eles formam o escritório de advocacia sem lei, para lutar por justiça contra a juíza corrupta Cha Moon-sook e seus associados.
A exibição de Lawless Lawyer foi um sucesso comercial e se tornou um dos dramas coreanos de maior audiência na história da televisão por assinatura sul-coreana.

## Enredo
Bong Sang-pil (Lee Joon-gi) é uma criança que vive com a mãe advogada na cidade de Kisung, porém ela acaba sendo morta por se envolver em um caso da juiza Cha Moon-Sook (Lee Hye-Young). Dezoito anos depois, ele retorna à cidade para levar os responsáveis pela morte de sua mãe à justiça. Dessa forma, ele assume um negócio de agiotas e o converte no escritório de advocacia sem lei. Já Ha Jae-yi (Seo Ye-ji) é uma advogada que é suspensa por agredir um juiz. Ela perde o emprego e também volta para casa em Kisung. Então logo acaba trabalhando para Sang-pil, e mais tarde se torna sua parceira quando é reintegrada como advogada. Depois de conhecer a verdade sobre Moon-sook, ela se junta a Sang-pil em sua busca pela justiça. Juntos, eles usam a lei para lutar contra Moon-sook e seus associados.

## Elenco

### Principal
- Lee Joon-gi como Bong Sang-pil
  - Lee Ro-woon como Bong Sang-pil jovem

Um ex-gângster que se tornou advogado que tira proveito das brechas da lei e possui uma excelente taxa de vitórias. Nascido em Kisung, mas criado por seu tio Dae-woong em Seul depois que sua mãe foi morta, enquanto agora advogado, ele não tem medo de usar os punhos e as conexões antigas de gangue quando necessário para um caso.
- Seo Ye-ji como Ha Jae-yi

Uma advogada íntegra que acaba sendo rebaixada após atacar um juiz. Foi criada por seu pai após o desaparecimento de sua mãe. Antes de retornar a Kisung, ela pensa em Moon-sook como uma pessoa modelo. No entanto, tendo conhecido a verdade, ela é implacável, buscando justiça para sua mãe e Sang-pil.
- Lee Hye-young como Cha Moon-sook

Uma juíza veterana que é altamente respeitada, porém é corrupta e gananciosa. Ela parece nobre, carinhosa e justa. No entanto, não tem medo de nenhum ato que proteja sua posição.
- Choi Min-soo como Ahn Oh-joo

É um ex-gângster. Ele também foi o chefe de uma grande corporação e o prefeito de Kisung. Um homem perigoso e sem escrúpulos, que tenta esconder seu passado.

### De apoio

#### Escritório de Advocacia Sem Lei
- Kim Byung-hee como Tae Kwang-soo
- Lim Ki-hong como Keum Kang
- Seo Ye-hwa como Keum Ja, irmã de Keum Kang

#### Pessoas ao redor de Cha Moon-sook
- Yeom Hye-ran como Nam Soon-ja, assistente de Moon-sook
- Cha Jung-won como Kang Yeon-hee
- Jeon Jin-gi como Ko In-doo

#### Pessoas ao redor de Ahn Oh-joo
- Choi Dae-hoon como Suk Kwan-dong
- Lee Dae-yeon como Woo Hyung-man

#### Pessoas ao redor de Bong Sang-pil
- Shin Eun-jung como Choi Jin-ae
- Ahn Nae-sang como Choi Dae-woong
- Park Ho-san como Cheon Seung-beom

#### Pessoas ao redor de Ha Jae-yi
- Lee Han-wi como Ha Ki-ho
- Baek Joo-hee como Noh Hyung-joo
- Kim Kwang-kyu como Kong Jang-Soo

### Outros
- Jung Young-hoon
- Lee Bok-gi
- Kim Ki-hyun
- Jang Yul
- Kim Dong-gyu
- Kim Chang-hee
- Yoon Joon-ho
- Kim Min-geon
- Park Shin-woon
- Park Sung-gyun
- Son Min-ji
- Jeon Bae-soo
- Lee Ho-cheol

### Participações especiais
- Jin Seon-gyu
- Jeon Gook-hwan

## Produção
No início de 2018, a Namoo Actors revelou que Lee Joon-gi estava em negociações para interpretar um advogado em um próximo drama. No entanto, maiores detalhes de sua produção e de lançamento permaneceram desconhecidos. Em fevereiro, Lee Joon-gi confirmou que havia sido escolhido como o protagonista masculino. Seria sua primeira produção com o diretor Kim Jin-min desde Time Between Dog and Wolf em 2007. Logo depois, Seo Yi-ji foi confirmada como a protagonista feminina.
A primeira leitura do roteiro ocorreu em 28 de fevereiro de 2018 no Studio Dragon em Sangam-dong, Seul, Coréia do Sul. Os resultados obtidos da leitura do roteiro ajudaram o estúdio a ganhar confiança no projeto.

## Trilha sonora
A trilha sonora de Mubeop Byeonhosa foi lançada dividida em 4 partes cada, entre 19 de maio a 30 de junho, contendo uma canção e sua respectiva versão instrumental, além disso, um disco adicional foi lançado contendo oito canções.
| N.º | Título                               | Letras        | Música           | Artista(s)  | Duração |  |
| 1.  | "Burn It Up"                         | iamnot        | iamnot           | iamnot      | 3:06    |  |
| 2.  | "Memories"                           | Park Woo-sang | Park Woo-sang    | Babylon     | 3:31    |  |
| 3.  | "When Our Eyes Met" (눈이 마주칠 때) | Star Warz     | Athena Star Warz | Kim Yeon-ji | 3:21    |  |
| 4.  | "Livin' in the City"                 | Pullik        | Ma Sang-woo      | Pullik      | 3:00    |  |

| Disco 2: |                                 |                 |         |  |
| N.º      | Título                          | Artista(s)      | Duração |  |
| 1.       | "Big Picture"                   | Vários artistas | 2:39    |  |
| 2.       | "Establishment of Lawless City" | Vários artistas | 2:49    |  |
| 3.       | "Facing Evil"                   | Vários artistas | 7:19    |  |
| 4.       | "I'll Protect You"              | Vários artistas | 2:25    |  |
| 5.       | "Judgement rather than revenge" | Vários artistas | 2:33    |  |
| 6.       | "Muvengers"                     | Vários artistas | 1:42    |  |
| 7.       | "7 people Association"          | Vários artistas | 4:21    |  |
| 8.       | "Their Past"                    | Vários artistas | 2:28    |  |

## Recepção
Na tabela abaixo, os números azuis representam as audiências mais baixas e os números vermelhos representam as audiências mais elevadas.
| Episódio | Data de transmissão original | Audiência média | Audiência média              | Audiência média |
| Episódio | Data de transmissão original | AGB Nielsen     | AGB Nielsen                  | TNmS            |
| Episódio | Data de transmissão original | Em todo o país  | Região Metropolitana de Seul | Em todo o país  |
| -------- | ---------------------------- | --------------- | ---------------------------- | --------------- |
| 1        | 12 de maio de 2018           | 5.275%          | 5.895%                       | 5.8%            |
| 2        | 13 de maio de 2018           | 6.037%          | 6.291%                       | 5.6%            |
| 3        | 19 de maio de 2018           | 5.029%          | 5.081%                       | 5.2%            |
| 4        | 20 de maio de 2018           | 6.132%          | 6.814%                       | 5.1%            |
| 5        | 26 de maio de 2018           | 5.884%          | 6.070%                       | 5.9%            |
| 6        | 27 de maio de 2018           | 6.885%          | 6.702%                       | 5.2%            |
| 7        | 2 de junho de 2018           | 5.879%          | 5.879%                       | 6.0%            |
| 8        | 3 de junho de 2018           | 6.085%          | 6.253%                       | 6.9%            |
| 9        | 9 de junho de 2018           | 5.623%          | 5.925%                       | 6.1%            |
| 10       | 10 de junho de 2018          | 6.843%          | 7.324%                       | 6.9%            |
| 11       | 16 de junho de 2018          | 4.028%          | 5.018%                       | —               |
| 12       | 17 de junho de 2018          | 6.754%          | 7.244%                       | 6.1%            |
| 13       | 23 de junho de 2018          | 5.050%          | 5.248%                       | 5.5%            |
| 14       | 24 de junho de 2018          | 7.089%          | 7.570%                       | 7.2%            |
| 15       | 30 de junho de 2018          | 6.618%          | 7.155%                       | —               |
| 16       | 1 de julho de 2018           | 8.937%          | 9.721%                       | 8.6%            |
| Média    | Média                        | 6.134%          | 6.512%                       | 6.2%            |

- Este drama foi transmitido por um canal de televisão por assinatura, que normalmente tem um público relativamente menor em comparação com as emissoras de televisão abertas (KBS, SBS, MBC e EBS).

## Prêmios e indicações
| Ano  | Prêmio                 | Categoria                         | Beneficiário | Resultado | Ref.   |
| ---- | ---------------------- | --------------------------------- | ------------ | --------- | ------ |
| 2018 | Seoul Awards           | Melhor Ator Coadjuvante (Drama)   | Park Ho-san  | Indicado  | [ 11 ] |
| 2018 | StarHub Night of Stars | Melhor Estrela Masculina Asiática | Lee Joon-gi  | Venceu    | [ 12 ] |

## Transmissão internacional
- Mubeop Byeonhosa foi ao ar em países como Estados Unidos, Taiwan, Malásia, Singapura, Indonésia, Filipinas e Tailândia ao mesmo tempo que sua transmissão coreana. Em agosto de 2018, sua exibição no Japão ocorreu pela Mnet Japão.[13]
- Na Malásia, a série foi transmitida na 8TV de 16 de maio a 1 de agosto de 2018.